# Allodape ellioti
Allodape ellioti là một loài Hymenoptera trong họ Apidae. Loài này được Saussure mô tả khoa học năm 1897.